# Steve Riley and The Mamou Playboys

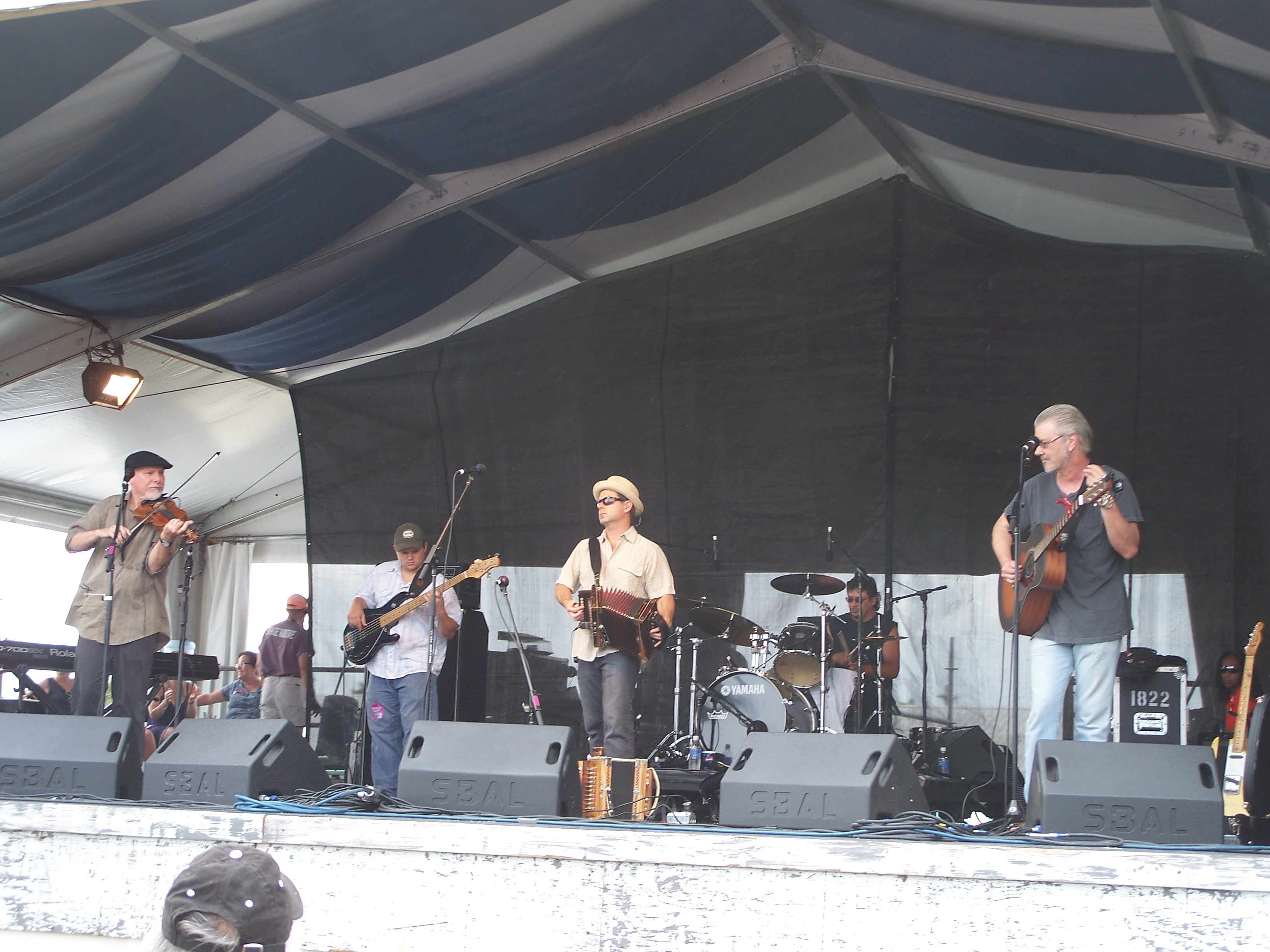
Steve Riley and The Mamou Playboys sur scène au New Orleans Jazz & Heritage Festival 2009.

Pour les articles homonymes, voir Mamou.
Steve Riley and The Mamou Playboys est un groupe de musique cadienne originaire de la Louisiane, formé par Steve Riley (accordéon et chant) et David Greely (en) (violon, saxophone et chant) en 1988. 

## Citation publicitaire
[réf. à confirmer]

« Accordéoniste virtuose, Steve Riley est adepte des rythmes enivrés entre country, blues ou irish music et aime partager l’ambiance surchauffée des Dancehalls de sa Louisiane natale. Sur des airs de violon et de guitare, ce trio explore tout aussi bien les chants ancestraux des esclaves créoles que les nuits endiablées de la Nouvelle-Orléans. Fusion des folklores français, espagnols ou irlandais, voila un melting-pot typiquement Louisianais qui met à l’honneur le sens de la fête, décidément universel ! »

## Discographie
Sources : The Mamou Playboys